# Wald-Michelbach
Wald-Michelbach – gmina w Niemczech, w kraju związkowym Hesja, w rejencji Darmstadt, w powiecie Bergstraße.